# Buster (Boote)

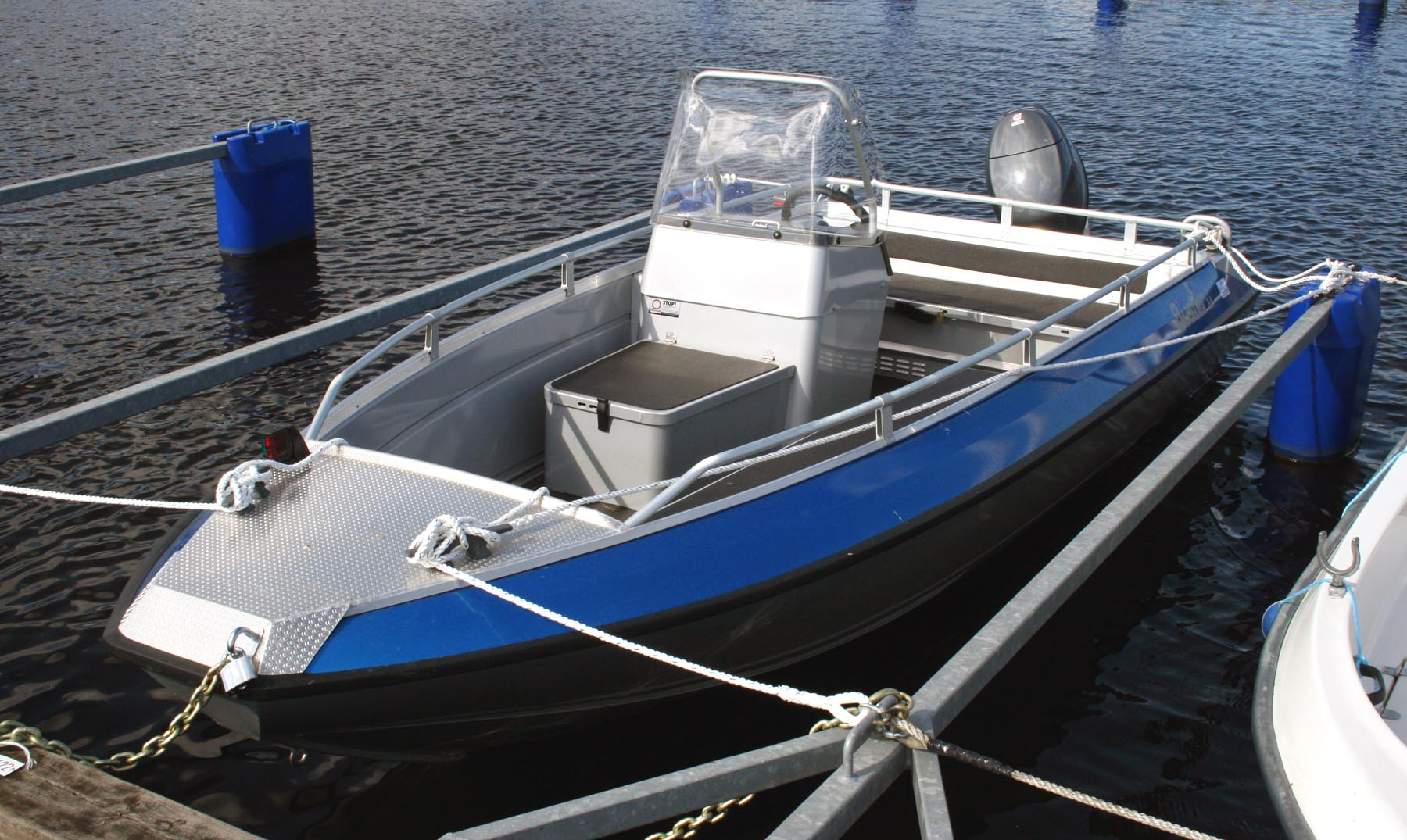
Buster M

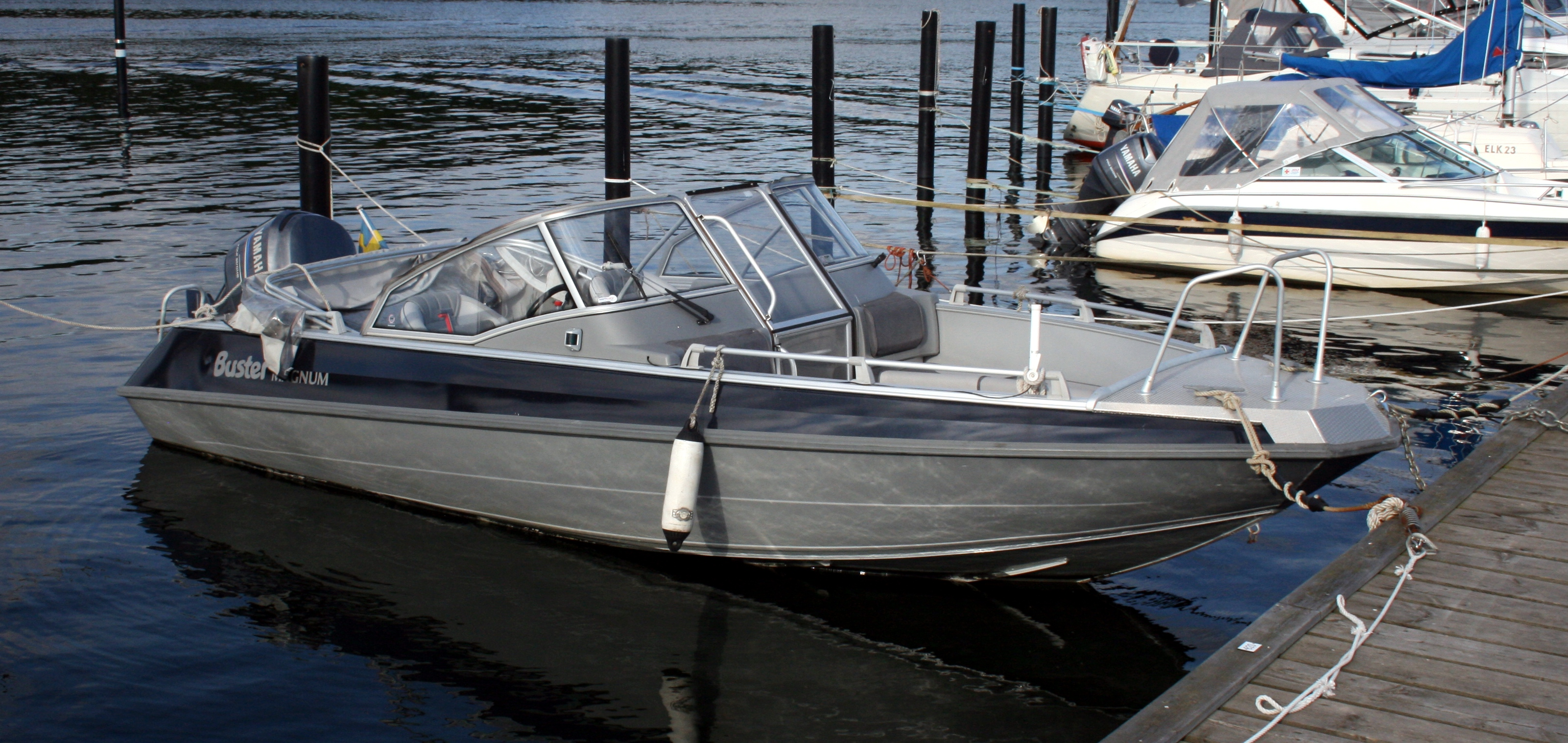
Buster Magnum

Buster ist der Markenname für Motorboote in Aluminium, die von Yamaha Motor in Finnland hergestellt werden. Typisch für die Boote ist ihr stumpfer Bug, der ein einfaches Einsteigen von vorne ermöglicht.

## Geschichte
Mit den Modellen Fiskars 12 und Fiskars 14 begann Fiskars mit der Herstellung der Boote 1976. Das waren die Prototypen des Modells „Buster Mini“ (hergestellt 1977–1983) und „Buster R“ (1978–1984). Der Name Buster wurde von einer Werbeagentur entwickelt und seit 1977 verwendet. Die Boote werden in den Inha Fabriken (schwedisch Inha fabriker, finnisch Inhan tehtaat ) in Ähtäri (schwedisch Etseri) hergestellt, bis heute in über 125 000 Einzelstücken. Damit gehört Buster zu den größten Herstellern von Aluminium-Booten. Die meisten dieser Boote sind immer noch im Einsatz.
2016 wurde die Bootherstellung von der Firma Inha Works Ltd an Yamaha Motor Europe verkauft. Hauptabsatzland von Buster-Booten ist das Heimatland Finnland (Marktanteil 2013: 18,3 %), exportiert werden die Boote hauptsächlich nach Russland, Deutschland, Schweden und Norwegen.

## Modelle
Die Modellpalette reicht von den kleinsten 3,88-m-Booten bis hin zum 9,47-m-Modell „Buster Phantom“. In der Regel orientieren sich die Modellbezeichnungen der Buster-Boote an den internationalen Konfektionsgrößen von XS bis XXL. Ausnahmen bilden hier die Modelle „Buster Mini“ (das kleinste Buster-Boot) und am anderen Ende die Modelle „Magnum“ und „Supermagnum“. Alle Modelle sind offene Boote, wiederum einzige Ausnahme ist das Modell „Buster Cabin“. Seit 2013 gibt es zusätzlich eine neu eingeführte „E-Serie“, die sich vor allem im Design von der traditionellen Serie unterscheidet. Während die genannten Bootsreihen eher als Freizeitboote konzipiert sind, richtet sich die „Pro-Serie“ eher an Berufstreibende.